# Zdeněk Štěpánek

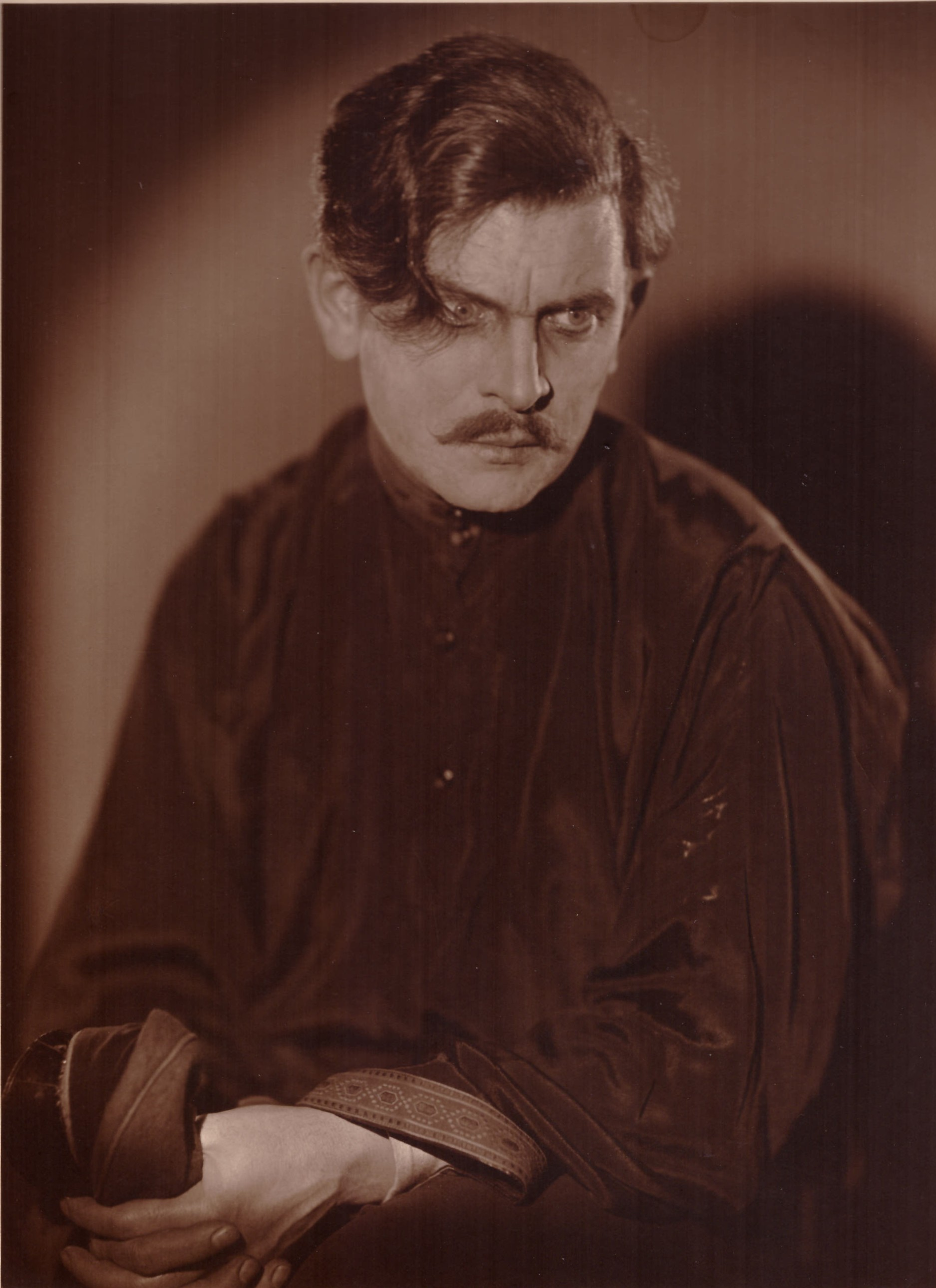
Foto, 1931

Zdeněk Štěpánek (Tvoršovice, 22 de septiembre de 1896-Praga, 20 de junio de 1968) fue un dramaturgo y actor checoslovaco. A menudo se le considera uno de los actores checos más destacados del siglo XX. Era un actor de carácter robusto y naturaleza tumultuosa, que tenía una voz ronca y tierna característicamente especial, que le valió también para ser gran locutor y rapsoda. Interpretó en teatro grandes papeles como  Cyrano de Bergerac y lo recordamos por encarnar figuras importantes de la historia checa con el director Otakar Vávra.

## Biografía
Su abuelo era el escritor y dramaturgo Jan Nepomuk Štěpánek. Se casó con Elena Hálková y tuvieron dos hijos y dos hijas.
Nació sietemesino. Su padre lo aficionó a la música y la literatura, se graduó en economía en Rakovník y comenzó a trabajar en una destilería con su padre.
Luchó en la Primera Guerra Mundial ofreciéndose en 1915 de voluntario para el ejército austrohúngaro. Fue capturado por el mando ruso y dirigió un teatro en un campo de prisioneros. Con las legiones, hizo un largo viaje hacia Vladivostok, y regresó en 1920 a la recién formada Checoslovaquia. En el Período de entreguerras, dirigió y actuó en varios teatros y tras la Segunda Guerra Mundial, la comisión disciplinaria lo comenzó a inspeccionar en sus actividades del Protectorado. Zdeněk Štěpánek fue muy famoso durante la guerra, y esto es exactamente lo que los nazis intentaron usar. Por tanto, la mayoría de los presuntos "crímenes" se cometieron bajo una fuerte presión de la potencia ocupante, y a diferencia de otros artistas, logró el indulto tras solo dos años; posteriormente, se involucró en edificar un cine para el régimen comunista.
Falleció de un infarto.

## Películas
- Josef Kajetán Tyl (1925)
- Svatý Václav (1930) – Como Venceslao I de Bohemia
- Jízdní hlídka (1936)
- Vojnarka (1936)
- Svět patří nám (1937)
- Bílá nemoc (1937) – Como mariscal
- Jan Výrava (1937)
- Panenství (1937)
- Cech panen kutnohorských (1938) – Como el escritor Mikuláš Dačický z Heslova
- Kouzelný dům (1939)
- Mlhy na blatech (1943)
- Rozina sebranec (1945)
- Nezbedný bakalář (1946)
- Revoluční rok 1848 (1949)
- Císařův pekař'' a ''Pekařův císař (1951) – Como el comandante Heřman Kryštof Russworm
- Staré pověsti české (1952)
- Tajemství krve (1953)
- Měsíc nad řekou (1953) – Hlubina
- Jan Hus (1954) – Jan Hus, Jan Žižka
- Jan Žižka (1955) – Jan Žižka
- Proti všem (1957) – Jan Žižka
- Dnes naposled (1958)
- Občan Brych (1958)
- Všude žijí lidé (1960)
- Smrt na cukrovém ostrově (1961)
- Reportáž psaná na oprátce (1961) – Cantor Pešek
- Transport z ráje (1962)
- Horoucí srce (1962) – Como Jan Evangelista Purkyně
- Ikarie XB 1 (1963)
- Tři zlaté vlasy děda Vševěda (1963)
- Hvězda zvaná Pelyněk (1964) – Como general
- Hände hoch oder ich schieße (Ruce vzhůru!) (1966, 2009)
- Maratón (1968) – general Schwarz